# Maroš Klimpl
Maroš Klimpl (ur. 4 lipca 1980 w Martinie) – słowacki piłkarz grający na pozycji środkowego obrońcy lub defensywnego pomocnika.

## Kariera klubowa
Karierę piłkarską Klimpl rozpoczął w klubie Dynamo Dolný Kubín. W 1997 roku odszedł do MŠK SCP Ružomberok, a rok później był już piłkarzem Dukli Bańska Bystrzyca. W Dukli grał do końca 1999 roku, a na początku 2000 powrócił do Ružomberoka. W rodzimej lidze występował do końca 2001 roku.
W zimowym oknie transferowym 2002 roku Klimpl przeszedł do czeskiej Viktorii Žižkov. 17 lutego 2002 roku zadebiutował w lidze czeskiej w wygranym 2:0 domowym spotkaniu z 1. FC Brno. Przez 2,5 roku był podstawowym zawodnikiem Viktorii, jednak nie osiągnął z nią większych sukcesów.
W 2004 roku Klimpl podpisał kontrakt z Baníkiem Ostrawa, ale w lidze z powodu kontuzji po raz pierwszy wystąpił dopiero 26 lutego 2005 w meczu z Dynamem Czeskie Budziejowice (1:0). W tym samym roku wywalczył z Baníkiem Puchar Czech. W klubie z Ostrawy grał do końca sezonu 2006/2007.
W lipcu 2007 roku Klimpl przeszedł za pół miliona euro do duńskiego FC Midtjylland. 23 lipca 2007 rozegrał pierwsze spotkanie w pierwszej lidze duńskiej, przegrane 1:2 z AC Horsens. W Midjtylland spędził sezon 2007/2008, a na kolejny został wypożyczony do szkockiego Motherwell F.C., w którym zadebiutował 29 listopada 2008 w meczu z Aberdeen F.C. (0:2). W 2009 roku powrócił z wypożyczenia.
Następnie grał w takich klubach jak: Viktoria Žižkov, FK Sloboda Užice, Aris Limassol, FC Chomutov, FK Teplice i FK Kolín.
| Sezon   | Klub                   | Kraj     | Rozgrywki                 | Mecze | Bramki |
| ------- | ---------------------- | -------- | ------------------------- | ----- | ------ |
| 1998/99 | Dukla Bańska Bystrzyca | Słowacja | Corgoň Liga               | 7     | 0      |
| 1999/00 | Dukla Bańska Bystrzyca | Słowacja | Corgoň Liga               | 8     | 1      |
| 1999/00 | MŠK SCP Ružomberok     | Słowacja | Corgoň Liga               | 14    | 0      |
| 2000/01 | MŠK SCP Ružomberok     | Słowacja | Corgoň Liga               | 25    | 0      |
| 2001/02 | MŠK SCP Ružomberok     | Słowacja | Corgoň Liga               | 14    | 0      |
| 2001/02 | Viktoria Žižkov        | Czechy   | Gambrinus Liga            | 12    | 0      |
| 2002/03 | Viktoria Žižkov        | Czechy   | Gambrinus Liga            | 24    | 2      |
| 2003/04 | Viktoria Žižkov        | Czechy   | Gambrinus Liga            | 30    | 1      |
| 2004/05 | Baník Ostrawa          | Czechy   | Gambrinus Liga            | 10    | 0      |
| 2005/06 | Baník Ostrawa          | Czechy   | Gambrinus Liga            | 29    | 0      |
| 2006/07 | Baník Ostrawa          | Czechy   | Gambrinus Liga            | 27    | 2      |
| 2007/08 | FC Midtjylland         | Dania    | Superligaen               | 14    | 1      |
| 2008/09 | Motherwell             | Szkocja  | Premier League            | 21    | 1      |
| 2009/10 | Dundee F.C.            | Szkocja  | First Division            | 18    | 0      |
| 2010/11 | Viktoria Žižkov        | Czechy   | 2. liga                   | 6     | 0      |
| 2010/11 | FK Sloboda Užice       | Serbia   | Super liga Srbije         | 12    | 0      |
| 2011/12 | Aris Limassol          | Cypr     | Protathlima A’ Kategorias | 26    | 1      |
| 2012/13 | FC Chomutov            | Czechy   | Česká fotbalová liga      | ?     | ?      |
| 2013/14 | FC Chomutov            | Czechy   | Česká fotbalová liga      | ?     | ?      |
| 2013/14 | FK Teplice             | Czechy   | Gambrinus Liga            | 9     | 0      |
| 2014/15 | FK Kolín               | Czechy   | 2. liga                   | 3     | 0      |

## Kariera reprezentacyjna
W reprezentacji Słowacji Klimpl zadebiutował 14 maja 2002 roku w przegranym 1:4 towarzyskim spotkaniu z Uzbekistanem. Ze Słowacją występował w eliminacjach do Euro 2004, MŚ 2006 i Euro 2008.